# 9a etapa del Tour de França de 2010
La 9a etapa del Tour de França de 2010 es disputà el dimarts 13 de juliol de 2010 sobre un recorregut de 204,5 km entre Morzine-Avoriaz i Saint-Jean-de-Maurienne. La victòria fou pel francès Sandy Casar (FDJ), que s'imposà a l'esprint als seus companys d'escapada. Andy Schleck aconseguí el mallot groc de líder de la classificació individual després que Cadel Evans patís un defalliment en l'ascensió al coll de la Madeleine.

## Perfil de l'etapa
Darrera etapa alpina de la present edició, amb el pas per 5 ports de muntanya. Els primers quilòmetres de l'etapa són en un clar descens, sols interromput per una cota de quarta categoria al km 18,5, però a partir del km 25 i el pas per l'esprint de Cluses els ciclistes enllacen tres ascensions consecutives en 75 km: el coll de la Colombière (1a categoria), el coll d'Aravis (2a categoria) i el coll de Saisies (1a categoria). Un llarg descens du el ciclistes fins a Albertville per tot seguit iniciar el llarg ascens al coll de la Madeleine, primer port de categoria especial de la present edició. L'etapa finalitza a Saint-Jean-de-Maurienne després del descens.

## Desenvolupament de l'etapa
En els primers quilòmetres de l'etapa diversos ciclistes buscaren l'escapada. Ben aviat es formà una escapada per part d'11 ciclistes: Thor Hushovd (Cervélo TestTeam), Jens Voigt (Team Saxo Bank), Sandy Casar (FDJ), Rinaldo Nocentini (AG2R La Mondiale), Jérôme Pineau (Quick Step), Johannes Fröhlinger (Team Milram), Anthony Charteau, Cyril Gautier (Bbox Bouygues Telecom), Luis León Sánchez, José Iván Gutiérrez i Christophe Moreau (Caisse d'Epargne). Durant l'ascens al coll de la Colombière Hushovd perdé contacte per una caiguda i Rein Taaramae (Cofidis) i Damiano Cunego (Lampre-Farnese Vini) saltaren del gran grup en busca dels escapats, als quals s'afegiren en el descens. Durant l'ascensió al coll des Saisies el grup aquest grup disposà de 4' 50" sobre el gran grup i al peu del Coll de la Madeleine ja és de 6' 30". Per davant el grup d'escapats es va anar reduint, passant pel cim sols Charteau, Cunego, Sánchez i Casar. Pel darrere començà la batalla. El fort ritme imposat per l'Astana Qazaqstan Team trencà el grup. Cadel Evans, el líder, va ser el primer a perdre contacte i a poc a poc la resta de favorits anaren perdent contacte amb Alberto Contador. Sols Andy Schleck el pogué seguir, i en un segon terme Samuel Sánchez. En el descens els quatre capdavanters van ser agafats per Contador, Scheleck i Moreau. A l'esprint Sandy Casar es va fer amb l'etapa. Andy Schleck es convertí en el nou líder, després que Evans perdés més de 8'.

## Esprints intermedis
| 1r | Thor Hushovd (NOR)        | 6 pts |
| 2n | Johannes Fröhlinger (DEU) | 4 pts |
| 3r | Jens Voigt (DEU)          | 2 pts |

| 1r | José Iván Gutiérrez (ESP) | 6 pts |
| 2n | Sandy Casar (FRA)         | 4 pts |
| 3r | Christophe Moreau (FRA)   | 2 pts |

## Ports de muntanya
| 1r | Jérôme Pineau (FRA)    | 3 pts |
| 2n | Jens Voigt (DEU)       | 2 pts |
| 3r | Anthony Charteau (FRA) | 1 pt  |

| 1r | Christophe Moreau (FRA)   | 15 pts |
| 2n | Jérôme Pineau (FRA)       | 13 pts |
| 3r | Anthony Charteau (FRA)    | 11 pts |
| 4t | Sandy Casar (FRA)         | 9 pts  |
| 5è | Luis León Sánchez (ESP)   | 8 pts  |
| 6è | Cyril Gautier (FRA)       | 7 pts  |
| 7è | Jens Voigt (DEU)          | 6 pts  |
| 8è | José Iván Gutiérrez (ESP) | 5 pts  |

| 1r | Jérôme Pineau (FRA)     | 10 pts |
| 2n | Christophe Moreau (FRA) | 9 pts  |
| 3r | Anthony Charteau (FRA)  | 8 pts  |
| 4t | Damiano Cunego (ITA)    | 7 pts  |
| 5è | Sandy Casar (FRA)       | 6 pts  |
| 6è | Cyril Gautier (FRA)     | 5 pts  |

| 1r | Jérôme Pineau (FRA)       | 15 pts |
| 2n | Christophe Moreau (FRA)   | 13 pts |
| 3r | Anthony Charteau (FRA)    | 11 pts |
| 4t | Damiano Cunego (ITA)      | 9 pts  |
| 5è | Jens Voigt (DEU)          | 8 pts  |
| 6è | Luis León Sánchez (ESP)   | 7 pts  |
| 7è | Johannes Fröhlinger (DEU) | 6 pts  |
| 8è | Cyril Gautier (FRA)       | 5 pts  |

- 5. Coll de la Madeleine. 2000m. Categoria Especial (km 172,5) (25,5 km al 6,2%)

| 1r  | Anthony Charteau (FRA)  | 40 pts |
| 2n  | Damiano Cunego (ITA)    | 36 pts |
| 3r  | Luis León Sánchez (ESP) | 32 pts |
| 4t  | Sandy Casar (FRA)       | 28 pts |
| 5è  | Christophe Moreau (FRA) | 24 pts |
| 6è  | Andy Schleck (LUX)      | 20 pts |
| 7è  | Alberto Contador (ESP)  | 16 pts |
| 8è  | Samuel Sánchez (ESP)    | 14 pts |
| 9è  | Jens Voigt (DEU)        | 12 pts |
| 10è | Robert Gesink (NED)     | 10 pts |

## Classificació de l'etapa
|    | Ciclista                | Equip                 | Temps      |
| -- | ----------------------- | --------------------- | ---------- |
| 1  | Sandy Casar (FRA)       | FDJ                   | 5h 38' 10" |
| 2  | Luis León Sánchez (ESP) | Caisse d'Epargne      | m. t.      |
| 3  | Damiano Cunego (ITA)    | Lampre-Farnese Vini   | m. t.      |
| 4  | Christophe Moreau (FRA) | Caisse d'Epargne      | + 2"       |
| 5  | Anthony Charteau (FRA)  | BBox Bouygues Telecom | + 2"       |
| 6  | Alberto Contador (ESP)  | Astana Qazaqstan Team | + 2"       |
| 7  | Andy Schleck (LUX)      | Team Saxo Bank        | + 2"       |
| 8  | Samuel Sánchez (ESP)    | Euskaltel-Euskadi     | + 52"      |
| 9  | Joaquim Rodríguez (ESP) | Team Katusha          | + 2' 07"   |
| 10 | Levi Leipheimer (USA)   | Team RadioShack       | + 2' 07"   |

## Classificació general
|    | Ciclista                    | Equip                 | Temps    |
| -- | --------------------------- | --------------------- | -------- |
| 1  | Andy Schleck (LUX)          | 43h 35' 41"           |          |
| 2  | Alberto Contador (ESP)      | Astana Qazaqstan Team | + 41"    |
| 3  | Samuel Sánchez (ESP)        | Euskaltel-Euskadi     | + 2' 45" |
| 4  | Denís Ménxov (RUS)          | Rabobank ProTeam      | + 2' 58" |
| 5  | Jurgen van den Broeck (BEL) | Omega Pharma-Lotto    | + 3' 31" |
| 6  | Levi Leipheimer (USA)       | Team RadioShack       | + 3' 59" |
| 7  | Robert Gesink (NED)         | Rabobank ProTeam      | + 4' 22" |
| 8  | Luis León Sánchez (ESP)     | Caisse d'Epargne      | + 4' 41" |
| 9  | Joaquim Rodríguez (ESP)     | Team Katusha          | + 5' 08" |
| 10 | Ivan Basso (ITA)            | Liquigas-Doimo        | + 5' 09" |

## Classificacions annexes
|    | Ciclista                  | Equip               | Total   |
| -- | ------------------------- | ------------------- | ------- |
| 1r | Thor Hushovd (NOR)        | Cervélo TestTeam    | 124 pts |
| 2n | Alessandro Petacchi (ITA) | Lampre-Farnese Vini | 114 pts |
| 3r | Robbie McEwen (AUS)       | Team Katusha        | 105 pts |

|    | Ciclista                | Equip                 | Total  |
| -- | ----------------------- | --------------------- | ------ |
| 1r | Anthony Charteau (FRA)  | Bbox Bouygues Telecom | 85 pts |
| 2n | Jérôme Pineau (FRA)     | Quick Step            | 85 pts |
| 3r | Christophe Moreau (FRA) | Caisse d'Epargne      | 62 pts |

|    | Ciclista              | Equip            | Temps       | Temps |
| -- | --------------------- | ---------------- | ----------- | ----- |
| 1r | Andy Schleck (LUX)    | Team Saxo Bank   | 45h 35' 41" |       |
| 2n | Roman Kreuziger (CZE) | Liquigas-Doimo   | + 4' 22"    |       |
| 3r | Robert Gesink (NED)   | Rabobank ProTeam | + 5' 11"    |       |

|    | Equip                  | Temps        | Temps |
| -- | ---------------------- | ------------ | ----- |
| 1r | Caisse d'Epargne (ESP) | 131h 05' 36" |       |
| 2n | Team RadioShack (USA)  | + 31"        |       |
| 3r | Team Astana (KAZ)      | + 35"        |       |

## Abandonaments
- Markus Eibegger (Footon-Servetto). Abandona.
- Fabio Felline (Footon-Servetto). No surt.
- Roger Kluge (Team Milram). No surt.
- Vladímir Karpets (Team Katusha). No surt.
- Simon Gerrans (Team Sky). No surt.